# François-Xavier Bellamy
François-Xavier Bellamy (ur. 11 października 1985 w Paryżu) – francuski nauczyciel, eseista, filozof i polityk, poseł do Parlamentu Europejskiego IX i X kadencji.

## Życiorys
Kształcił się na Uniwersytecie w Cambridge, w Londynie odbył staż w redakcji „The Sunday Times”. W 2005 ukończył paryską École normale supérieure, a w 2008 filozofię na Université Paris Sorbonne, uzyskując status professeur agrégé. W tym samym roku podjął pracę w zawodzie nauczyciela, wykładając filozofię i historię sztuki w prestiżowych szkołach średnich. Uzyskał członkostwo w towarzystwie naukowym Académie des sciences morales, des lettres et des arts de Versailles.
Zajął się także działalnością polityczną; między 2006 a 2010 współpracował z należącymi do UMP członkami rządu – Renaudem Donnedieu de Vabres, Rachidą Dati i Nathalie Kosciusko-Morizet. W 2008 objął stanowisko zastępcy mera Wersalu, odpowiadając w administracji miejskiej za sprawy młodzieży i szkolnictwa wyższego, a także zatrudnienia.
Autor tekstów publicystycznych, publikowanych m.in. na łamach „Le Figaro”, „Le Figaro” i „Valeurs actuelles”. W formie książkowej wydał m.in. eseje – Les Déshérités ou l'urgence de transmettre (Plon, Paryż 2014) i Demeure: Pour échapper à l'ère du mouvement perpétuel (Grasset, Paryż 2018). Pierwsza z tych publikacji została poświęcona problemom edukacji i kryzysu kultury. Książka przyniosła filozofowi rozpoznawalność, sprzedano około 60 tysięcy jej egzemplarzy. François-Xavier Bellamy otrzymał za nią nagrody Prix d'Aumale oraz Prix Henry-Malherbe.
W 2019 został nominowany na pierwsze miejsce na liście krajowej Republikanów (powstałych z przekształcenia UMP) w wyborach europejskich. W wyniku głosowania z maja tegoż roku uzyskał mandat eurodeputowanego IX kadencji. W 2024 został wybrany na kolejną kadencję PE, ponownie otwierając listę swojego ugrupowania.